# Басу, Камал
Шри Камал Кумар Басу (бенг. কমল কুমার বসু; август 1918 — 21 января 2013, Колката) — индийский (бенгальский) партийный, муниципальный и государственный деятель, мэр Калькутты в 1985—1990 годах.

## Биография
Камал Басу родился в прогрессивной зажиточной семье, его дедом был известный индийский политик, председатель Индийского национального конгресса в 1914 году, барристер Бхупендранатх Бос.
Басу получил высшее образование в нескольких дисциплинах, пройдя курсы экономики в Scottish Church College, получив магистерскую степень Калькуттского университета по политологии, а впоследствии пройдя там же курс права. После получения юридической степени работал в основанной его дедом солиситорской (адвокатской) фирме BN Basu & Co.

### Общественно-политическая карьера
Ещё в молодости Басу вступил в Коммунистическую партию Индии, впоследствии став одним из депутатов её фракции созыва 1952—1957 годов в Лок сабхе, нижней палате индийского парламента, где молодой политик представлял калькуттский пригород Даймонд-Харбор из округа Южные 24 парганы. Во время китайско-индийского пограничного конфликта 1962 года получил известность, оказывая юридическую помощь товарищам по партии, арестованными по подозрению в нелояльности индийским властям.
В 1964 году при расколе КПИ он вошёл в состав КПИ (М), членом которой оставался более 40 лет.
Был активно связан со строительством и обустройством «Солт-Лейк-Стадиум» (ныне Стадион индийской молодёжи, крупнейший в Индии и второй по величине в мире), а также в течение долгого времени был попечителем использующего его как «домашнюю площадку» ФК «Мохун Баган», одним из основателей и президентов которого был его дед.
В 1985—1990 годах был мэром Калькутты. Известен своей ведущей ролью в спасении от полного уничтожения бывшего королевского дворца Shobhabazar Rajbari.
В 2010 калькуттским историком Дебасисом Босом под патронажем комиссии штата по культурному наследию была издана книга о нём и происхождении его семьи «Kamal Kumar Basur Paribarik Prekshapat».

### Смерть
Камал Басу умер в 94-летнем возрасте в частной лечебнице для престарелых 21 января 2013 года. Согласно завещанию Басу, его тело было пожертвовано Медицинскому колледжу им. Н. Р. Сиркара.